# Сельский округ Магжан
Сельский округ Магжан (каз. Мағжан ауылдық округі) — административная единица в составе района Магжана Жумабаева Северо-Казахстанской области Казахстана. Административный центр — село Жастар. Аким сельского округа — Шахметов Нурсултан Казтаевич.
Население — 660 человек (2009, 1151 в 1999, 1667 в 1989).

## Образование
В систему образования округа входят 2 общеобразовательные школы: средняя школа в селе Сарытомар, Молодежная неполная средняя школа в селе Жастар. В школах открыты мини-центры для детей дошкольного возраста. В селе Сарытомар находится музей Магжана Жумабаева, где проводятся экскурсии, приезжают дети со всего района. Функционирует мечеть, Дом Культуры в селе Сарытомар, действует национально-культурный центр «Туган-жер».

## Экономика
В округе зарегистрировано 27 сельхозформирований различных форм собственности, из них 4 товарищества с ограниченной ответственностью и 23 крестьянских хозяйств с общей площадью земель сельхозназначения 23133 га, в том числе пашни 18368 га, пастбищ 4733 га.
В сельском округе работает отделение почтовой связи, телефонная станция на 110 абонентов. Есть возможность подключения к интернету «Мегалайн» посредством радиодоступа по технологий EV-DO на скорости 1,5 м/б секунду.
В сельском округе функционируют 4 предприятия торговли.

## Состав
До 2018 года сельский округ назывался Молодежным.
В состав округа входят такие населенные пункты:
| Населенный пункт | Население, человек (1989) | Население, человек (1999) | Население, человек (2009) |
| ---------------- | ------------------------- | ------------------------- | ------------------------- |
| Жастар, село     | 1208                      | 735                       | 381                       |
| Сарытомар, село  | 459                       | 416                       | 279                       |